# ザ・エクスチェンジ (映画)
『ザ・エクスチェンジ』（ざ・えくすちぇんじ、原題：Obmin）は、2022年のウクライナ映画。
日本では、2024年3月29日より東京・ヒューマントラストシネマ渋谷ほか劇場にて全国公開された。

## ストーリー
2014年、ロシアの侵攻が続くウクライナ。外科医のオレクサンドル（ヴィチェスラフ・ドヴジェンコ）のもとに、息子コンスタンティン（エゴール・コズロフ）から着信があった。電話の声の主は息子ではなく、ドネツク軍の司令官を名乗る男だった。「交戦中に志願兵として戦場にいる息子を捕らえた。開放してほしければ身代金を用意しろ」――。
当初はいたずらだと話を信じていなかったオレクサンドルだったが、再びの電話で実際に戦闘服を着た息子の姿を見たオレクサンドルは、開放のために交渉に応じることを決める。
指定されたのは3日後の9時。息子を助け出すために、オレクサンドルは精鋭部隊とともに戦場の最前線へと向かう。

## キャスト
- オレクサンドル - ヴィチェスラフ・ドヴジェンコ
- コンスタンティン - エゴール・コズロフ
- モーツァルト - ドミトロ・リナルトビッチ
- ゴースト - ヴラディスラフ・マムチュール

## スタッフ
- 監督：ボロディミル・ハルチェンコ・クリコフスキー
- 脚本：コスチャンティン・リナルトビッチ、ヴラド・ドゥドコ
- 日本配給：ライツキューブ